# 木村憲治 (野球)
木村 憲治（きむら けんじ、1945年 - ）は、元アマチュア野球選手、大学野球指導者である。

## 来歴・人物
大阪府出身。関西六大学野球リーグに所属する関西大学でプレーした経験がある。
スポーツ用品の会社に勤務、東京でのサラリーマン生活を経て、母校の関西大学でコーチを務め、1972年ではエースの山口高志を擁して、春季、秋季ともリーグ優勝を遂げた。翌年から監督を務め、スポーツ推薦制度が取り止めとなっていた時代に指揮して1991年の春季リーグで19年ぶりの優勝を遂げた。
1991年と1993年に日米大学野球選手権大会の全日本メンバーのコーチも務めた。
監督退任後は副部長、野球部OB会長を歴任。